# جوان مارشال
جوان مارشال (بالإنجليزية: Joan Marshall)‏ هي ممثلة أمريكية، ولدت في 19 يونيو 1931 بشيكاغو في الولايات المتحدة، وتوفيت في 28 يونيو 1992 في جامايكا.

## وصلات خارجية
- جوان مارشال على موقع IMDb (الإنجليزية)
- جوان مارشال على موقع روتن توميتوز (الإنجليزية)
- جوان مارشال على موقع أول موفي (الإنجليزية)
- جوان مارشال على موقع إن إن دي بي (الإنجليزية)
- جوان مارشال على موقع قاعدة بيانات الفيلم (الإنجليزية)